# ترنات (شهر)
ترنات (به لاتین: Ternate) یک منطقهٔ مسکونی در اندونزی است که در ملوک شمالی واقع شده‌است.
 ترنات  ۲۱۲٬۹۹۷ نفر جمعیت دارد.